# Брюс, Роберт, лорд Лиддесдейл
Роберт Брюс (англ. Robert Bruce; около 1293 — 11 августа 1332) — шотландский аристократ, лорд Лидесдейл с 1321/1322 года, незаконнорожденный сын короля Шотландии Роберта I Брюса. Возможно, что Роберт был посвящён в рыцари перед битвой при Бэннокбёрне. Позже он получил от отца ряд владений в Роксбургшире и Ангусе. После того как шотландский престол занял его малолетний брат Давид II, права на корону предъявил также Эдуард Баллиол, вторгнувшись в королевство. Во время этой кампании, которой началась Второй войны за независимость Шотландии, Роберт погиб в проигранной шотландцами битве при Дапплин-Муре.

## Происхождение
Роберт происходил из шотландского рода Брюсов, имевшего нормандские корни, один из представителей которого, Роберт I Брюс, получил во владение Аннандейл. Один из потомков Роберта I, Роберт (VII) Брюс во время Первой войны за независимость Шотландии в 1306 году был коронован шотландской короной (под именем Роберт I). Кроме законнорождённых детей от двух браков, он имел минимум 5 незаконнорожденных детей, старшим из которых был Роберт.
О том, кто был матерью Роберта, неизвестно. Возможно, что она проживала в поместьях Брюсов или недалеко от них.

## Ранние годы
В 1314 году французский хронист, описывающий битву при Бэннокбёрне, в которой шотландская армия под командованием короля Роберта I разгромила английскую армию Эдуарда II, указывает, что неназванный по имени королевский бастард (под которым, скорее всего, подразумевается именно Роберт) перед сражением был посвящён в рыцари. Поскольку минимальный возраст, при котором можно посвятить в рыцари, составляет 21 год, то Роберт, вероятно, родился около 1293 года, когда его отец был совсем молодым юношей. В то же время первое документальное появление Роберта в шотландских правительственных документах относится к 1321 году, поэтому нельзя исключать, что он стал совершеннолетним именно в этом году и тогда должен был родиться около 1300 года.
В 1321 году Роберт получил от отца Спроустон в Роксбургшире, ранее конфискованный у представителей английского рода Вески. В этом же или следующем году он получил ещё более серьёзное пожалование — важное приграничное владение Лидесдейл, конфискованное у Уильяма II де Соулса за участие в восстании против короля 1320 года. Центром Лидесдейла был замок Эрмитаж, который использовался для контроля за англо-шотландской границей и, таким образом, являлся достаточно важным приграничным замком. Также Роберт получил некоторые земли в Ангусе.
Роберт Младший играл определённую роль в управлении Шотландией, хотя и эпизодически: его имя появляется в качестве свидетеля в 8 отцовских хартиях в 1323—1328 годах, где он называется «нашим сыном». В 1328 году король подарил сыну 500 марок. Более важную роль Роберт Младший играл в восстановлении церкви Святого Филлана: Роберт I молил святого о победе во время битвы при Бэннокбёрне, поэтому он намеревался основать дочернюю церковь в честь него от аббатства Инчаффрей в Глен-Дочарте (Пертшир), но не успел выполнить это пожелание до смерти, после которой ответственность перешла к Роберту Младшему.

## Битва при Кингхорне
После смерти Роберта I в 1329 году королём стал его малолетний сын Давид II. Этим решил воспользоваться Эдуард Баллиол, сын бывшего короля Шотландии Иоанна, нашедший убежище в Англии при дворе Эдуарда III. Хотя английский король внешне соблюдал условия Нортгемптонского договора, установившего мир между двумя королевствами, он не мог пренебречь требованиям североанглийской знати, представители которых в результате войны за независимость Шотландии утратили там владения (из-за чего их называли «лишёнными наследства»). При их поддержке Баллиол летом 1332 года вторгся в Шотландию.
Регентом Шотландии после смерти в июле 1332 года Томаса Рэндольфа, 1-го графа Морей стал Домналл, граф Мар. Он был опытным военачальником и близким родственником шотландского короля. Для противодействия вторжению регент разделил шотландскую армию на 2 части. Сам он возглавил ту часть, которая находилась к северу от залива Ферт-оф-Форт, другой частью, к югу от залива, командовал Патрик, граф Марч. Надеясь на то, что граф Мар перейдёт на его сторону, Баллиол 6 августа высадился в северной части залива — около Вестер-Кингхорна (современный Бернтайленд) .
Во время высадки армия Баллиола столкнулась с большой шотландской армией, которой командовали Роберт Брюс и Доннхад, граф Файф. Английские хроники указывают разную численность этой армии — от 4 до 24 тысяч. Шотландские источники полагают, что их численность была гораздо меньше. Историк Клиффорд Роджерс полагает, что вероятнее всего наиболее точным является сообщение о 4 тысячах. Шотландцы атаковали англичан, но после тяжёлого штурма, находясь под стрельбой лучников и под ударами поддерживающей их пехоты, были вынуждены отступить, после чего Баллиол и  Бомонт, командовавший отрядом англичан, смогли сойти на берег. Шотландские источники считают потери графа Мара незначительными; английские хроники указывают разное количество погибших: 90, 900 или 1000 шотландцев. Одна из хроник сообщает, что граф Файф «полон стыда» из-за поражения от такой небольшой армии. О потерях армии Баллиола известий нет. После поражения шотландцев граф Мар отвёл свою армию в Перт, соединив её с выжившими в битве при Кингхорне, послав при этом общий призыв о подкреплении. Воодушевлённые победой, Баллиол и Бомонт двинулись в Данфермлин, где обеспечили себя продовольствием и разграбили арсенал, после чего направились к Перту.

## Битва при Дапплин-Муреи гибель
Граф Мар 10 августа разместил свою армию, в которой был и Роберт, около Даплин Мура недалеко от Перта, где на следующий день состоялась битва. Шотландцы были уверены в своей победе. Некоторые начали праздновать её уже вечером; одна из современных хроник указывает, что «они пили и веселились до поздней ночи», предавались воспоминаниям о победной для них битве при Бэннокбёрне и распевали непристойные песни об англичанах. Англичане понимали, что если они останутся на месте, то шансов на победу у них нет, в связи с чем вся английская армия вечером переправилась через реку в неохраняемом месте. Около полуночи они добрались до шотландского лагеря и напали на него. Те шотландцы, которые не были убиты или взяты в плен, бежали. Англичане полагали, что разгромили основные силы, но были разочарованы, увидев на рассвете шотландцев, наступающих двумя отрядами. Это деморализовало армию, но, согласно хроникам, перед ней выступил один из военачальников, который воодушевил англичан.
Шотландцы продолжали оставаться в высокой степени самоуверенными. Они разбились на 2 плотные группы, построившись в шилтрон. Граф Мар предложил англичанам сдаться. Роберт Брюс, который командовал одним из шилтронов, публично обвинил того в предательстве, заявив, что только из-за этого англичане смогли беспрепятственно перебраться через реку. Мар отверг обвинения, как ложные, и объявил, что докажет свою лояльность тем, что первым нанесёт удар англичанам. Брюс решил опередить соперника, в результате чего оба шотландских шилтрона соревновались в том, кто первым достигнет армии противника. Гонку выиграл шилтрон Брюса, который ранее находился впереди. Однако эта атака дезорганизовала отряд, более медленные воины отстали. В итоге вместе с Брюсом позиций врага достигли всего 800 человек, но они обрушились с такой силой, что отбросили пехоту в центре на 10 ярдов (9 м). Однако строй англичан не рассыпался: повернувшись к шотландцам плечами, они собрались и остановили атаку. Атакующие при этом вытянулись, сосредоточившись на пехоте в центре, забыв про лучников на флангах. В результате фланги шотландцев оказались открыты для стрельбы по ним лучников.
Находясь под обстрелом лучников, двигавшиеся на флангах шотландцы прижимались к центру, ограничивая свободу передвижения шилтрона. Аналогичные проблемы были и у шилтрона Мара, который не только был дезорганизован из-за своей поспешности, но и был вынужден передвигаться по крутым склонам холмистой равнины. Шилтрон Мара оказался в тылу шилтрона Брюса, вызвав хаос. Битва продолжалась с рассвета до полудня. Зажатые в центре шотландцы слишком плотно были прижаты друг к другу; любой, кто потерял равновесие, был растоптан. По сообщениям современных хронистов, более тысячи шотландцев были задавлены во время битвы. В числе погибших оказались и оба главнокомандующих, в том числе и Брюс.
Роберт не был женат и детей не имел. Лиддесдейл же позже был захвачен Арчибальдом Дугласом.